# Тодор Петлов
Тодор Благоев Петлов е български лекар, общественик и краевед.

## Биография
Тодор Петлов е роден на 8 юни 1926 година в разложкото село Добринища в семейството на кмета на селото и деец на ВМРО Благо Петлов. Основно образование завършва в добринищкото училище „Свети Климент Охридски“. В 1940 година започва да учи в Първа мъжка гимназия в София, където учи само една година. След това продължава образованието си в разложката гимназия „Братя Петър и Иван Каназиреви“, която завършва в 1946 година. Започва да учи в новооткрития Медицински университет в Пловдив, но е изключен след третата година като син на михайловист. След 4 години му е позволено да се върне в университета и да завърши.
Става изтъкнат педиатър и работи в Пловдив и Гоце Делчев. Носител е на много награди за дейността си като медик. Занимава се и с краеведски исторически изследвания на Разложко и Неврокопско. Автор е на книгата за историята на родното му място, озаглавена „Добринище“. Отличен е в 2014 година с награда на община Банско за будителска дейност.
На 28 март 2016 година е обявен за първия почетен гражданин на Добринище за принос и заслуги за културно-историческата памет на града.